# Provinz Fahs-Anjra

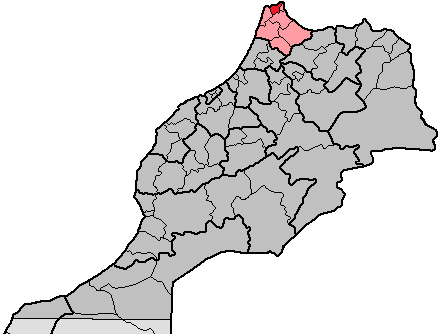
Provinz Fahs-Anjra in der Region Tanger-Tétouan

Die Provinz Fahs-Anjra (marokkanisches Tamazight ⵜⴰⵎⵖⵓⵔⵜ ⵏ ⵍⴼⴰⵃⵚ ⴰⵏⵊⵔⴰ) ist eine etwa 330 km² große und etwa 105.000 Einwohner zählende Provinz in der marokkanischen Region Tanger-Tétouan-Al Hoceïma. Der Hauptort ist die Kleinstadt Anjra.

## Geographie

### Lage
Die Provinz Fahs-Anjra grenzt im Norden an die Straße von Gibraltar, im Osten an die Präfektur M’Diq-Fnideq, im Süden an die Provinz Tétouan und im Westen an die Präfektur Tanger-Asilah.

### Landschaft
Das Landschaftsprofil der Provinz ist geprägt von Hügeln und Bergen, deren höchster der 830 m hohe Jbel Musa ist – das marokkanische Gegenstück zum Felsen von Gibraltar. Der schmale Küstenstreifen ist gesäumt von touristisch kaum erschlossenen Buchten, von denen einige kleine Sandstrände haben. Das fruchtbare Hinterland wird landwirtschaftlich genutzt.

### Klima
Durch die Nähe zum Mittelmeer und zum Atlantischen Ozean herrscht ein für marokkanische Verhältnisse vergleichsweise kühles und regenreiches Klima. Die sommerlichen Tagestemperaturen sind selten höher als 30 °C; nachts oder bei Regenwetter kann es sich bis auf etwa 20 °C abkühlen. Die Winter sind frost- und schneefrei bei Temperaturen zwischen 10 °C und 20 °C.

## Bevölkerung
Ein Großteil der etwa 105.000 Personen zählenden Bevölkerung der Provinz sind irgendwann zugewanderte Berber aus dem Rifgebirge, doch wird in der Region vorwiegend arabisch gesprochen. Die Provinz hat ein ausgesprochenes ländliches Flair; es gibt in der gesamten Provinz außer dem Hauptort Anjra mit ca. 15.000 Einwohnern keine mittlere oder größere Stadt.

## Wirtschaft
Die Provinz Fahs-Anjra war und ist ausgesprochen landwirtschaftlich geprägt – vor allem werden Getreide (Weizen) und Gemüse angebaut. Im Jahr 2007 wurde auf einer aufgeschütteten Halbinsel der größte Hafen Nordafrikas mit dem Namen Tanger-Med eröffnet, der noch weiter ausgebaut wird und im Jahr 2015 seine volle Kapazität erreichen soll.

## Geschichte
Der Küstenort Ksar es-Seghir hat eine möglicherweise bis zu den Phöniziern und Römern zurückreichende Geschichte. Die spanischen Umayyaden nannten den Ort Madinat Al Yam („Stadt am Meer“), die Almoraviden bezeichneten ihn als Ksar Mesmouda und unter den Almohaden war er als Kasr Al Majaz bekannt. Die Meriniden errichteten hier im ausgehenden 13. Jahrhundert eine kleine Stadt mit einem kreisrunden Grundriss. Später wurde der Ort zu einem Piratenstützpunkt, der im Jahre 1458 auf Befehl König Alfons V. von den Portugiesen erobert wurde; diese bauten ein Fort mit einem von hohen Mauern eingefassten Kanal und hielten den Platz, den sie Alcácer-Ceguer nannten, noch bis ins Jahr 1550.

## Aktuelles
Der Hafen Tanger-Med und die neue Autobahn A4 werden möglicherweise ein neues Kapitel in der Geschichte der Region einläuten, die erst im Jahr 2003 durch königliches Dekret und durch Abtrennung von Gebieten der Provinzen Tanger-Asilah und Tétouan als eigenständige Provinz entstand. 2009 kündigte der marokkanische König Mohammed VI. die Planung einer neuen Reissbrettstadt mit Namen Ch'rafate an, die bis zum Jahr 2020 fertiggestellt sein soll.